# کمربند قرآنی
کمربند قرآنی منطقه‌ای است که در آن ارزش‌های محافظه‌کارانه اسلامی قوی است. این عبارت معمولاً برای منطقه شمال غربی چین (سین‌کیانگ، نینگ‌شیا، گانسو و چینگهای) در امتداد مرزهای آسیای میانه، تبت و مغولستان استفاده می‌شود که اسلام به طور تاریخی در آنجا تأثیر فراوانی داشته‌است.
سایر نقاط جهان که اسلام در آن‌ها در گذشته یا حال بسیار تأثیرگذار بوده‌است نیز به عنوان کمربند قرآنی نامیده می‌شود، مانند کابل و قندهار در افغانستان، مرکز عربستان سعودی، جنوب شرقی آناتولی در ترکیه، خیبر پختونخوا در پاکستان و قلمرو جامو و کشمیر، جزایر لاکشادویپ و منطقه دره باراک در ایالت آسام هند.
در جنوب شرق آسیا، آچه در اندونزی و کلانتان و ترنگانو در مالزی اغلب به عنوان کمربند قرآنی نامیده می‌شوند، زیرا نسخه‌ای محافظه‌کارانه‌تر از اسلام در این مناطق رایج است.